# (9069) Hovland
(9069) Hovland (1993 OV) – planetoida z pasa głównego asteroid.

## Odkrycie
Planetoida została odkryta 16 lipca 1993 roku przez amerykańską astronom Eleanorę Helin.

## Orbita
Orbita 9069 Hovland nachylona jest do płaszczyzny ekliptyki pod kątem 19,57°. Na jeden obieg wokół Słońca ciało to potrzebuje 2,65 roku, krążąc w średniej odległości 1,91 au od Słońca. Mimośród orbity tej planetoidy to 0,118.

## Właściwości fizyczne
Hovland ma średnicę około 3 km. Jego jasność absolutna to 14,4m. Okres obrotu tej planetoidy wokół własnej osi to 4,217 godziny.

## Satelita planetoidy
Na podstawie obserwacji analizy jasności krzywej blasku zidentyfikowano w pobliżu tej asteroidy naturalnego satelitę o średnicy szacowanej na 0,9 km. Odkrycia tego dokonali Brian D. Warner, Petr Pravec, Alan W. Harris, Donald Pray, Vishnu Kanupuru oraz Ron Dyvig bazując na obserwacjach planetoidy (9069) Hovland od października do listopada 2004 roku. Obydwa składniki układu obiegają wspólny środek masy w czasie około 30,33 godziny. Hovland znajduje się w odległości około 5 km, a jego satelita około 8 km od barycentrum. Średnia odległość obydwu składników od siebie to około 13 km.
Prowizoryczne oznaczenie tego satelity to S/2004 (9069) 1. Ma on średnicę około 0,9 km.